# Chrysocharis longiscapus
Chrysocharis longiscapus är en stekelart som beskrevs av Khan, Agnihotri och Sushil 2005. Chrysocharis longiscapus ingår i släktet Chrysocharis och familjen finglanssteklar. Inga underarter finns listade i Catalogue of Life.